# Кинслер, Ян
Ян Майкл Кинслер (англ. Ian Michael Kinsler, род. 22 июня 1982 года) — американский профессиональный бейсболист, выступавший на позиции игрока второй базы. Победитель Мировой серии 2018 года в составе «Бостон Ред Сокс». 
Несмотря на то, что он был выбран в 17 раунде драфта, Кинслер четыре раза участвовал в матчах всех звёзд МЛБ и был включён в список Sporting News «50 величайших действующих бейсболистов» в 2009 году. Ян дважды в одном сезоне выбивал более 30 хоум-ранов и крал более 30 баз (2009 и 2011) за что был включён в клуб 30-30. 15 апреля 2009 года в игре против «Балтимор Ориолс» Кинслер реализовал все шесть выходов на биту и выбил сайкл.

## Ранние годы
Отец Кнслера работал начальником тюрьмы Тусоне. В детстве он оставил большое влияние на будущее бейсболиста. Когда Яну было четыре года его отец начал подкидывать над ним мячи и по его словам Ян «подходил под них и ловил так, как будто делал это всю жизнь».
Отец Кинслера был его тренером пока тот не пошёл в старшую школу.. Когда Яну было 13 лет и он выступал за команду из PONY лиги, которую также тренировал его отец, его отец посадил молодого бейсболиста на скамейку запасных. Конмад же без своего игрока проиграл финальную игру.
С раннего детства Кинслер страдал астмой. «Я болею астмой всю свою жизнь. Особенно тяжело для меня было в юности. А часто просыпался и не мог дышать и вынужден посредине ночи был ехать в больницу. Это удерживало меня от занятий спортом. У меня она до сих пор, но я контролирую её. Сейчас я использую инголяторы. В детстве же я использовал дыхательную машину… Я ненавидел её. Я всегда хотел быть активным».
В 2000 году он окончил старшую школу Кэньон дел Оро в Тусоне, где выступал за местную бейсбольную команду, и с его помощью она сумела завоевать титул чемпиона штата в 1997 и 2000 годах. На третьем году обучения он выбивал мяч в 38 % случаях и был включён в сборную лиги, а уже на своём последнем году обучения он выбивал в 50,4 % случаях и выбил 5 хоум-ранов и украл 26 баз, за что был включён в первую сборную штата и лиги. Вместе с ним в школьной команде играло ещё четыре будущих игрока высшей лиги: Брайан Андерсон (лучший друг Яна по школе), Скотт Харистон, Крис Данкан и Шелли Данкан.

## Университет и драфты МЛБ
В 2000 году, сразу после завершения обучения в старшей школе, Кинслер был выбран на драфте МЛБ в 29 раунде клубом «Аризона Даймондбэкс». Однако Ян решил не идти в профессионалы, а поступить в университет. Первоначально ему ни один из университетов, чьи бейсбольные программы участвуют в первом дивизионе NCAA, не предложил стипендию, поэтому Ян поступил в Колледж центральной Аризоны. Там его средняя реализация выходов на биту составила 40,5 %, он выбил 17 даблов, 37 RBIs и украл 24 базы. За его достижения он был включён во вторую сборную конференции ACCAC. В 2001 году «Даймондбэкс» новь выбрали Кинслера на драфте, теперь уже в 26 раунде, однако он опять предложил подписать с ними контракт, так как считал, что выступления на студенческом уровне помогут ему лучше раскрыть свой талант.
На втором году обучения тренер бейсбольной команды Университета штата Аризона Пэт Мерфи предложил Кинслеру перевестись к ним, пообещав ему, что он будет выступать в команде на позиции шорт-стопа. Однако, хотя он и провёл в начале сезона несколько игр в стартовом составе, выступая рядом с ещё одним будущим игроком МЛБ Дастином Педроей, конец чемпионата он провёл на скамейке запасных.